# Elephantomyia decincta
Elephantomyia decincta är en tvåvingeart som beskrevs av Alexander 1962. Elephantomyia decincta ingår i släktet Elephantomyia och familjen småharkrankar.
Artens utbredningsområde är Bolivia. Inga underarter finns listade i Catalogue of Life.